# Frihetsorden (Ukraina)
Frihetsorden (ukrainska: орден Свободи), är en ukrainsk statsorden. Orden grundades den 10 april 2008 av Ukrainas Verchovna Rada som en hedersutmärkelse för de som bidragit till förstärkningen av ukrainsk självständighet och utvecklingen av demokrati samt andra insatser som gagnat samhället.

## Historia
Den 18 augusti 2005 utfärdade president Viktor Jusjtjenko dekret Nr 1177/2005, vilket stötte ett förslag till den ukrainska Kommissionen för statliga utmärkelser och heraldik att grunda en Frihetens orden för att hedra sannerligen förtjänta medborgare vars insatser för att främja Ukrainas suveränitet och dess demokrati. 
Den 20 maj 2008 utfärdade Viktor Jusjtjenko dekret Nr 460/2008 vilket grundade den ukrainska Frihetsorden. Den 10 april samma år blev kung Carl XVI Gustaf den förste innehavaren av denna orden.

## Mottagare i urval
Sedan Frihetsordens grundande har 82 personer mottagit orden.
- Carl XVI Gustaf, Sveriges konung (2008)[1]
- Valdas Adamkus, Litauens president (2009)[2]
- Luiz Inácio Lula da Silva, Brasiliens president (2009)[3]
- Nursultan Nazarbajev, Kaszakstans president (2010)
- Valdis Zatlers, Lettlands president (2011)[4]
- Borys Paton, ukrainsk vetenskapsman (2012)
- Ilham Aliyev, Azerbajdzjans president (2013)[5]
- Anders Fogh Rasmussen, Danmarks statsminister och NATO:s generalsekreterare (2014)[6]
- Boris Nemtsov, Rysslands vicepremiärminister (2015, postum)[7]
- José Manuel Barroso, Portugals premiärminister (2015)
- George Soros, ammerikansk finansman (2015)
- Svjatoslav Vakartjuk, ukrainsk rocksångare (2016)
- Stephen Harper, Kanadas premiärminister (2016)[8]
- Richard Lugar, amerikansk politiker (2016)
- John McCain, amerikansk politiker (2016)
- Borut Pahor, Sloveniens president (2016)
- Joe Biden, USA:s president (2017)
- Joachim Gauck, Tysklands förbundspresident (2017)
- François Hollande, Frankrikes president (2017)
- Wladimir Klitschko, ukrainsk boxare (2017)
- Vytautas Landsbergis, litauisk politiker (2017)
- Mustafa Dzjemilev, ukrainsk politiker (2018)
- Dalia Grybauskaitė, litauisk politiker (2018)[9]
- Angela Merkel, Tysklands förbundskansler (2021)
- Sergej Bubka, ukrainsk stavhoppare (2021)
- Boris Johnson, Storbritanniens premiärrminister (2022)[10]
- Rishi Sunak, Storbritanniens premiärrminister (2024)
- Javier Milei, Argentinas president (2024)[11]
- Mette Frederiksen, Danmarks statsminister (2024)
- Giorgia Meloni, Italiens premiärrminister (2024)
- Justin Trudeau, Kanadas premiärrminister (2024)
- Oleksandr Usyk, ukrainsk boxare (2024)